# 张立辰
张立辰（1939年9月—），号渔人、荷衣渔童，别署紫苑主人，江苏沛县人，中国国画家，中央美术学院教授，中央文史研究馆馆员，中国国家画院院委、国画院研究员，第九、第十届全国政协委员。